# Saunier Duval-Prodir

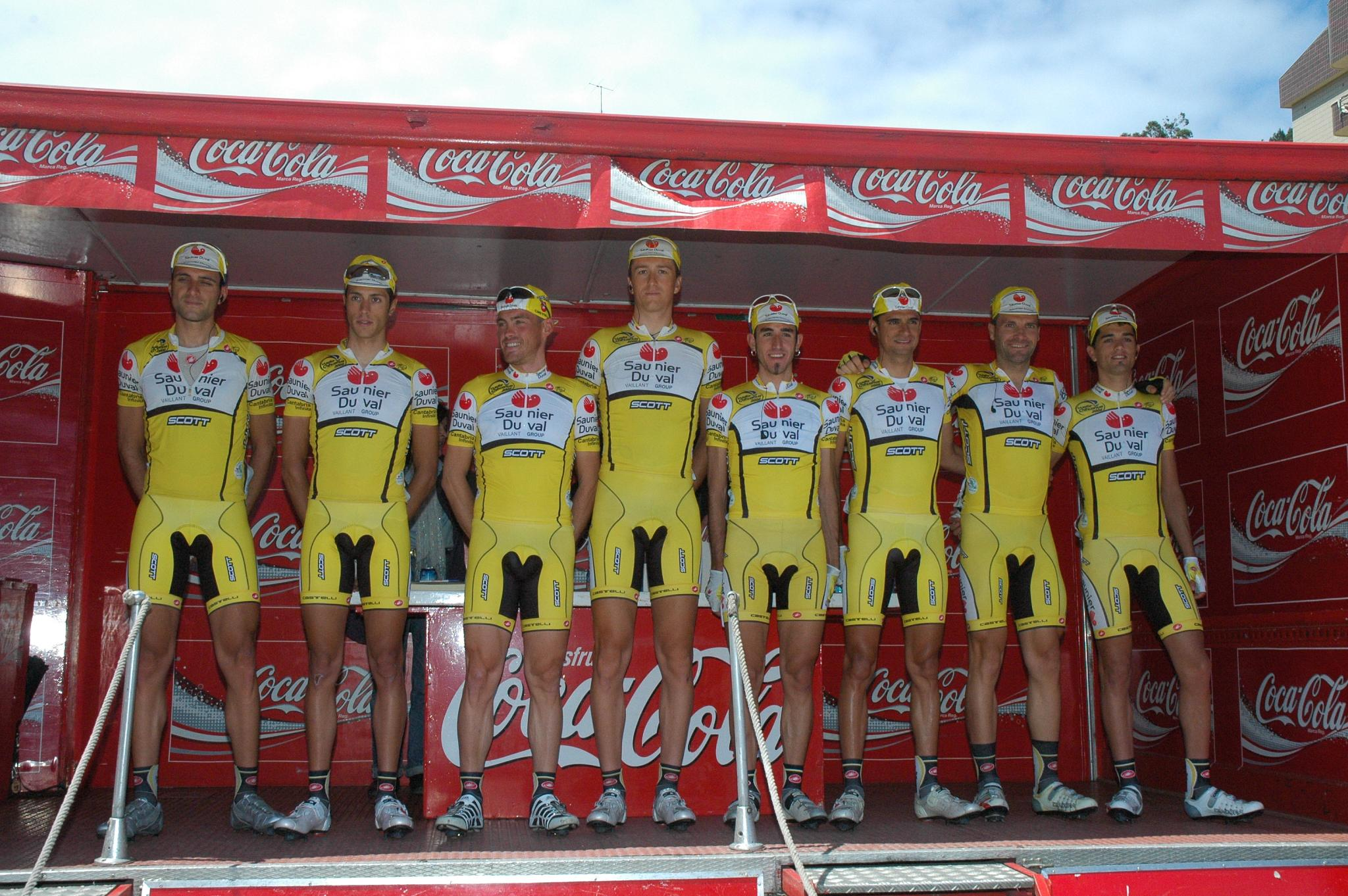
Tým v roce 2008

Saunier Duval byla španělská profesionální cyklistická stáj. Tým vznikl v roce 2004 a jeho činnost trvala pod různými názvy do roku 2011. Nejvýraznějšími úspěchy týmu byly etapová vítězství na Giro d'Italia a dalších závodech.
V roce 2008 byl po čtvrté etapě Tour de France pozitivně testován na doping Ital Riccardo Ricco, kterého poté zatkla francouzská policie. Další závodník týmu Leonardo Piepoli se následně přiznal k užívání krevního dopingu a EPO. Po těchto incidentech stáj, před dvanáctou etapou předčasně opustila závod. Po dopingovém odhalení hlavních hvězd stáje se společnost Saunier Duval rozhodla sponzorství stáje ukončit. Fungování týmu pokračovalo pod jinými názvy až do roku 2011. V tomto roce se tým nazýval Geox-TMC Transformers. V této sezóně jezdec Juan José Cobo získal celkové prvenství na závodě Vuelta a España. Jeho výsledek byl však zpětně kvůli porušení antidopingových pravidel anulován a první místo připadlo Chrisi Froomovi. Po této sezóně však již tým nenašel nového sponzora svou činnost ukončil.
Týmem prošla řada slavných jezdců například Joaquim Rodriguez, Fabio Felline nebo Gilberto Simoni.